# Fissarcturus stephenseni
Fissarcturus stephenseni är en kräftdjursart som beskrevs av Johann-Wolfgang Wägele 1991. Fissarcturus stephenseni ingår i släktet Fissarcturus och familjen Antarcturidae. Inga underarter finns listade i Catalogue of Life.